# Малгожата Кидава-Блонска
Малгожа̀та Ма̀рия Кида̀ва-Бло̀нска, с родово име Гра̀бска (на полски: Małgorzata Maria Kidawa-Błońska) е полски филмов продуцент и политик, депутат в Сейма V, VI, VII, VIII и IX мандат, маршал на Сейма (2015), от 2001 година член на политическа партия „Гражданска платформа“, съпруга на режисьора Ян Кидава-Блонски.